# The Pink Floyd and Syd Barrett Story
The Pink Floyd and Syd Barrett Story è un documentario musicale diretto da  John Edginton, prodotto nel 2001 dalla Otmoor Productions, nell'ambito della serie televisiva Optimus della rete televisiva britannica BBC.

## Distribuzione
È apparso in onda in televisione per la prima volta il 24 novembre 2001; il 24 marzo 2003 è stato pubblicato un DVD.
Il 27 maggio viene ripubblicato in Italia dall'etichetta Edel Italy, in una versione ampliata su due DVD con alcuni filmati inediti.

## Trama
Nel documentario viene descritta l'esperienza di Syd Barret nei Pink Floyd attraverso interviste con gli altri membri della band, Roger Waters, David Gilmour, Nick Mason, Rick Wright e anche Bob Klose, che fece parte del gruppo come chitarrista per un breve periodo prima dell'arrivo di Barrett.

## Produzione
Il regista John Edginton contattò i familiari di Barrett, all'epoca ancora vivo, convincendo la sorella Rosemary della bontà del progetto che avrebbe dovuto incentrarsi oltre che sull'importanza dell'opera del fratello anche sulla sua storia umana e sugli effetti deleteri che l'abuso di droghe ebbe su di lui. La sorrella collaborò con l'assicurazione che il fratello non sarebbe stato contattato in quanto riteneva che questo avrebbe potuto essere per lui un trauma. Oltre all'appoggio della famiglia di Barrett, anche tutti i membri del gruppo, Roger Waters, David Gilmour, Nick Mason, Rick Wright.
Dato che la famigli a di Barrett riteneva traumatico per lui essere coinvolto nel progetto, non gliene fecero parola; tempo dopo la sorella raccontò che la sera successiva alla trasmissione del documentario in televisione, lei andò a casa del fratello e lui le disse che «C'era un programma su di me alla tv ieri sera. Era piuttosto buono, mi è piaciuto».